# トーマス・クック
トーマス・クック（Thomas Cook, 1808年11月22日 – 1892年7月18日）は、イギリス・ダービーシャー州メルボルン出身の実業家。自らの名前を冠した旅行会社であるトーマス・クック・グループの創業者、近代ツーリズムの祖として知られる。1840年代にイングランドの旅行ガイドブックを発行し、欧州・近東・北アフリカへと広げた。

## 生涯

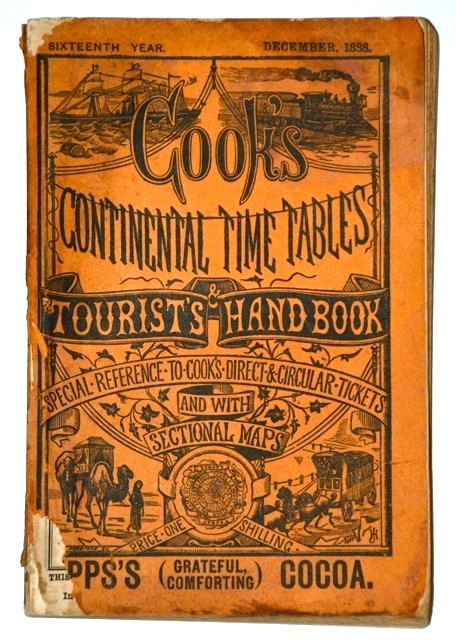
1888年の時刻表

厳格なバプティストの家に生まれ、長じてからは熱狂的な禁酒論者となっている。クックはわずか10歳で園芸師のもとに修行に出されたのを皮切りに、家具職人や印刷屋などの徒弟を転々とした。長じたクックは、バプティストの布教活動と禁酒運動、家具職人とパートタイムの出版者という複数の職を兼任、そして、1828年にバプティストの布教士に任命され、同年にマリアンヌ・メイソンと結婚した。1834年にひとり息子で後年に父の事業の後継者となるジョン・メイソン・クックが生まれている。
安価な夜行列車や乗合馬車を利用して、多くの民衆をロンドン万博に運ぶ企画を成功させた。その後、1855年のパリ万博、1869年の大陸横断鉄道やスエズ運河の開通を機に海外旅行も手がけ、庶民の娯楽としての旅行を定着させた。

## 禁酒論者の娯楽
クックが禁酒運動の集会に向かうためレスターシャー州キブワース (Kibworth) のロンドン通りで駅馬車を待っている間、禁酒論者を対象に団体旅行を提供するというアイデアが彼の脳裏に浮かんだ。彼は1839年にレスターまで延長されたミッドランド・カウンティーズ鉄道にレスターから11マイル離れたラフバラーまで570名の禁酒論者が日帰り旅行できるようかけあった。1841年7月5日、クックは鉄道会社が臨時列車を出し、乗客が往復運賃と食事込みで1人1シリングの請求で日帰り旅行できるよう手配した。1851年のロンドン万博を契機に事業を拡大させる。万博には600万人を超える入場者があったが、そのうち4パーセントに当たる人々がクックのツアーで見学した。

## エピソード
- 自身が主催する世界一周航海旅行で、孫への土産として、日本で人力車を購入した。
- 宣伝にも力を入れ、色彩豊かで刺激的なポスターをつくった[2]。